# The Police
 Ovo je glavno značenje pojma The Police. Za druga značenja pogledajte Police.
The Police je engleska rock skupina, koju sačinjavaju Sting, Andy Summers i Stewart Copeland. Skupina je postala globalno popularna krajem 1970-ih i početkom 1980-ih hitovima poput "Roxanne", "Message in a Bottle", "Walking on the Moon", "Don't Stand So Close to Me", "Every Little Thing She Does Is Magic", "Every Breath You Take" i drugima. The Police su među tipičnim predstavnicima New wave glazbe, kombinirajući u svojim pjesmama rock, jazz, reggae i punk. Njihov album "Synchronicity" iz 1983. je bio na broju jedan u Velikoj Britaniji i SAD-u, gdje je prodan u nakladi od više od 8 milijuna primjeraka. Grupa se raspala sredinom 1980-ih, no ponovo su se okupili u siječnju 2007. kako bi velikom svjetskom turnejom proslavili 30 godina od osnivanja.

## Diskografija

### Studijski albumi
- Outlandos d'Amour - (1978.) - VB #6; SAD #23 - SAD naklada: platinasta (preko milijun albuma)
- Reggatta de Blanc - (1979.) - VB #1; SAD #25 - SAD naklada: platinasta
- Zenyattà Mondatta - (1980.) - VB #1; SAD #5 - SAD naklada: 2x platinasta
- Ghost in the Machine - (1981.) - VB #1; SAD #2 - SAD naklada: 3x platinasta
- Synchronicity - (1983.) - VB #1; SAD #1 - SAD naklada: 8x platinasta

### Live albumi
- The Police Live! - (1995.) - SAD naklada: platinasta
- Certifiable: Live in Buenos Aires - (2008.)

### Soundtrackovi
- The Secret Policeman's Ball - 1981.
- Urgh! A Music War - 1982.
- Brimstone and Treacle - 1982.
- Strontium 90: Police Academy - 1997.

### Kompilacijski albumi
- Every Breath You Take: The Singles - 1986. - VB #1; SAD #7
- Greatest Hits - 1992. - VB #10
- Message in a Box: The Complete Recordings - 1993. - SAD naklada: platinasta
- Every Breath You Take: The Classics - 1995. - SAD naklada: 5x platinasta
- The Very Best of Sting & The Police - 1997.
- The Very Best of Sting & The Police - 2002.
- The Police - 2007.

Nekoliko demopjesama je postavljeno na YouTube. Neke od njih su demoi pjesama kasnije izdanih na albumu "Ghost In The Machine", a neke od njih su ostale u demo-verzijama:
Secret Journey demo 1,
Secret Journey demo 2,
Hungry For You,
Spirits In The Material World,
Invisible Sun,
Don't You Believe Me,
Don't Think We Can Ever Be Friends,
It's Never Too Late,
Keep Your Day Job,
Don't You Look At Me,
Truth Hits Everybody '83.

### Tribute albumi i coveri
- Dance Floor Virus The Ballroom (Dance Pool, 1995.) - dance verzije pjesama The Policea; Sting je dosnimio neke vokale za ovo izdanje
- Razni izvođači: Reggatta Mondatta - A Reggae Tribute To The Police (Ark21, 1997.)
- Razni izvođači: Outlandos d'Americas - A Rock En Espanol Tribute To The Police  (Ark21, 1998.)
- Razni izvođači: Reggatta Mondatta - A Reggae Tribute To The Police Volume II  (Ark21, 1998.)
- The Secret Police Regatta Copycatta (Arrested, 1999.)
- Invisible Sun A Tribute to the Police (Big Eye, 2001.)
- Razni izvođači: Many Miles Away (Solarmanite, 2001.)
- Razni izvođači: Every Song You Make - A Tribute To Sting & The Police Vol. 1 (2003.)
- Razni izvođači: Blue Note Plays Sting [izdanje uključuje Stingove i pjesme The Policea](Blue Note, 2005.)
- Razni izvođači: ¡Policia! - A Tribute To The Police (The Militia Group, 2005.)

### Video

#### VHS
- Around The World (1982.)
- Synchronicity Concert (1984.)
- Every Breath You Take: The Videos (1986.)
- Greatest Hits (1992.)
- Outlandos to Synchronicities – A history of The Police Live! (1995.)
- The Very Best Of Sting & The Police (1997.)

#### DVD
- Live Ghost in the Machine (2001.) (ekskluzivno japansko izdanje)
- Live '79 at Hatfield Polytechnic (2002.) (ekskluzivno japansko izdanje)
- Every Breath You Take: The DVD (2003.) proširena DVD verzija VHS izdanja iz 1986., s live materijalima i dokumentarnim filmom o nastanku albuma Ghost in the Machine
- Synchronicity Concert (2005.) DVD verzija VHS izdanja iz 1984.
- Everyone Stares: The Police Inside Out (2006.) – dokumantarni film Stewarta Copelanda
- Greatest Video Hits (2007.) DVD verzija VHS izdanja iz 1992.

#### Laserdisk (LD)
- Synchronicity Concert (1984.)

- Every Breath You Take: The Videos (1986.)

### Singlovi
| Mjesec izlaska (Velika Britanija) | Pjesma                                                           | UK Singles Chart (VB) | Billboard Hot 100 (SAD) | Mainstream Rock Tracks (SAD) | Dutch Top 40 (Nizozemska) | Album                                 |
| --------------------------------- | ---------------------------------------------------------------- | --------------------- | ----------------------- | ---------------------------- | ------------------------- | ------------------------------------- |
| svibanj 1977.                     | "Fall Out"                                                       | —                     | —                       | —                            | —                         | —                                     |
| travanj 1978.                     | "Roxanne"                                                        | —                     | —                       | —                            | —                         | Outlandos d'Amour                     |
| rujan 1978.                       | "Can't Stand Losing You"                                         | 42                    | —                       | —                            | —                         | Outlandos d'Amour                     |
| studeni 1978.                     | "So Lonely"                                                      | —                     | —                       | —                            | —                         | Outlandos d'Amour                     |
| travanj 1979. (novo izdanje)      | "Roxanne"                                                        | 12                    | 32                      | —                            | 21                        | Outlandos d'Amour                     |
| lipanj 1979. (novo izdanje)       | "Can't Stand Losing You"                                         | 2                     | —                       | —                            | 9                         | Outlandos d'Amour                     |
| rujan 1979.                       | "Message in a Bottle"                                            | 1                     | 74                      | —                            | 2                         | Reggatta de Blanc                     |
| studeni 1979. (novo izdanje)      | "Fall Out"                                                       | 47                    | —                       | —                            | —                         | —                                     |
| studeni 1979.                     | "Walking on the Moon"                                            | 1                     | —                       | —                            | 9                         | Reggatta de Blanc                     |
| 1980. (samo u Njem. i Fra.)       | "Bring on the Night"                                             | —                     | —                       | —                            | —                         | Reggatta de Blanc                     |
| veljača 1980. (novo izdanje)      | "So Lonely"                                                      | 6                     | —                       | —                            | 31                        | Outlandos d'Amour                     |
| listopad 1980.                    | "Don't Stand So Close to Me"                                     | 1                     | 10                      | 11                           | 3                         | Zenyattà Mondatta                     |
| prosinac 1980.                    | "De Do Do Do, De Da Da Da"                                       | 5                     | 10                      | —                            | 11                        | Zenyattà Mondatta                     |
| rujan 1981. (samo u VB)           | "Invisible Sun"                                                  | 2                     | —                       | —                            | —                         | Ghost in the Machine                  |
| listopad 1981.                    | "Every Little Thing She Does Is Magic"                           | 1                     | 3                       | 1                            | 1                         | Ghost in the Machine                  |
| prosinac 1981.                    | "Spirits in the Material World"                                  | 12                    | 11                      | 7                            | 6                         | Ghost in the Machine                  |
| svibanj 1982. (US only)           | "Secret Journey"                                                 | —                     | 46                      | 29                           | —                         | Ghost in the Machine                  |
| svibanj 1983.                     | "Every Breath You Take"                                          | 1                     | 1                       | 1                            | 6                         | Synchronicity                         |
| srpanj 1983.                      | "Wrapped Around Your Finger"                                     | 7                     | 8                       | 9                            | 17                        | Synchronicity                         |
| listopad 1983.                    | "Synchronicity II"                                               | 17                    | 16                      | 9                            | —                         | Synchronicity                         |
| siječanj 1984.                    | "King of Pain"                                                   | 17                    | 3                       | 1                            | —                         | Synchronicity                         |
| listopad 1986.                    | "Don't Stand So Close to Me '86"                                 | 24                    | 46                      | 10                           | 20                        | Every Breath You Take: The Singles    |
| 1995.                             | "Can't Stand Losing You/Reggatta de Blanc" (live)                | 27                    | —                       | —                            | —                         | Live!                                 |
| 1997.                             | "Roxanne '97" (featuring Pras)                                   | 17                    | 59                      | —                            | 38                        | The Very Best of Sting and the Police |
| 2000.                             | "When The World Is Running Down" (Different Gear vs. The Police) | 28                    | —                       | —                            | —                         |                                       |

## Vanjske poveznice
- The Police - službena stranica
- Sting - službena stranica
- Andy Summers - službena stranica
- Stewart Copeland - službena stranica
- Henry Padovani - službena stranica